# زمان رسیدن به اولین بایت
زمان رسیدن به اولین بایت (به انگلیسی: Time to first byte) که به اختصار (TTFB) نیز نامیده می‌شود، معیاری برای اندازه‌گیری مدت زمان پاسخگویی یک وب سرور یا دیگر منابع شبکه است.

## مقطع اندازه‌گیری
وقتی کاربر یک درخواست اچ‌تی‌تی‌پی ایجاد می‌کند تا مرورگر عملیات دریافت اولین بایت از یک صفحه وب را آغاز کند، ابتدا باید چند مرحله به ترتیب توسط مرورگر طی شود:
1. مراجعه به DNS
2. اتصال اولیه
3. انتظار برای پاسخ
4. دریافت اطلاعات
5. پایان اتصال

Time To First Byte مدت زمانی است که مرورگر در انتظار پاسخ برای دریافت اطلاعات از طرف وب سرور می‌ماند.